# Distichona kansensis
Distichona kansensis là một loài ruồi trong họ Tachinidae.